# Tok pisin
Tok pisin er et kreolsprog, som bliver talt på det nordlige fastland på Papua Ny Guinea. Sproget er det mest brugte i landet; det tales af omtrent 4 millioner, hvoraf 120 000 har det som modersmål. Det har officiel status i Papua Ny-Guinea og sproget er nært beslægtet med bislama som tales i Vanuatu. På engelsk bliver sproget ofte kaldt New Guinea Pidgin eller Tok Boi, eller i akademiske kredse, Melanesian Pidgin English eller Neo-Melanesian. 

## Oprindelse
Tok pisin opstod på grund af handelen i Stillehavsområdet. I tidsrummet 1880-1914 arbejdede mange fra Papua Ny Guinea på tyske plantager på Samoa. Tok pisin opstod som et arbejdssprog, sådan at den multisproglige og multikulturelle arbejdsplads kunne fungere, og folkene der kommunikerede med hinanden. 

## Ordliste
- Gude – hej, hallo
- Moning – god morgen
- Apinun – god eftermiddag
- Yu stap gut? – hvordan har du det?
- Mi stap gut – jeg har det godt
- Sori – undskyld mig
- Tenkyu – tak

| Sprog | Spire Denne artikel om sprog er en spire som bør udbygges. Du er velkommen til at hjælpe Wikipedia ved at udvide den. |